# Soudaine-Lavinadière
 Soudaine-Lavinadière  là một xã thuộc tỉnh Corrèze trong vùng Nouvelle-Aquitaine miền trung Pháp.